# Gargur
Għargħur o Gargur in forma estesa maltese Ħal-Għargħur, pronuncia Ar-Ur in italiano storico anche Casal Gargur) è un paese e uno dei consigli locali di Malta, situato a nord dell'isola. Il patrono di Gargur è San Bartolomeo.
Gargur, con una popolazione di 2 389 abitanti, sorge sulla cima di una collina tra due vallate. Lo stemma del paese consiste in una stella rossa su un triangolo dello stesso colore, posto su di uno scudo argentato recante il motto Excelsior, che indica una delle posizioni geografiche più a nord sull'isola.

## Storia
Alcuni reperti, trovati durante la costruzione di strade, testimoniano che la zona era abitata fin dal periodo romano: questi ora sono stati collocati alla Domus Romana, una Villa Romana adibita a Museo, situata nel centro storico della città di Rabat. Un riferimento documentato direttamente a Gargur si trova nel 1419, negli elenchi della Dejma, una milizia che proteggeva la gente del luogo dagli attacchi provenienti dal mare. L'insediamento soffrì problemi di de-popolazione durante l'Alto Medioevo a causa dei continui attacchi dei pirati.
Gargur si è sviluppata come comunità rurale, pur essendo situata in una zona particolarmente carente di suolo fertile ed acqua dolce. Tuttavia, gli abitanti sono stati in grado di finanziare la costruzione di una chiesa parrocchiale e di diverse altre cappelle che ospitano esempi di arte barocca. L'attrazione principale del borgo, oltre alla bella campagna circostante, è la chiesa parrocchiale dedicata a San Bartolomeo Apostolo. Il suo interno è di ordine dorico ed ha una bella facciata barocca. La facciata originale è stata demolita e quello che si vede oggi è stata costruita nel 1743. La chiesa è stata costruita tra il 1610 e 1638 su disegno dell'architetto maltese Tommaso Dingli.
Fra i suoi tesori è inclusa una statua lignea di San Bartolomeo scolpita a Roma ed attribuita all'artista maltese Melchiorre Gafà. La statua è stata fatta intorno al 1666 e si pensa che sia servita da modello per la statua simile che oggi si trova a San Giovanni Laterano. È stata portata a Gargur nel 1772. Su di essa sono avvenuti dei restauri nel 1912. Nel 2005 la statua è stata ulteriormente salvaguardata e la sua nicchia è stata ristrutturata.
Le cosiddette Victoria Lines, così battezzate dal nome della regina Vittoria, fortificazioni che dividono l'isola di Malta da est a ovest, passano attraverso questa località. Għargħur ospita gran parte delle infrastrutture di telecomunicazione di Malta.
Prima dell'installazione del radar, a Gargur fu innalzata una muraglia concava per rilevare aerei italiani in arrivo durante la seconda guerra mondiale. Questo edificio è chiamato "il-Widna" dai locali (lett. "l'orecchio"). Gargur durante quella guerra ospitò un considerevole numero di rifugiati provenienti dalle zone portuali, più soggette alle continue incursioni aeree da cui essi cercavano di ripararsi.